# 片隅の二人
『片隅の二人』（かたすみのふたり）はフジテレビ系ライオン奥様劇場枠で1976年8月30日から10月29日まで放送された連続テレビ映画である。全45回。

## 概要
「奥様劇場」第92作。自動車で人をはねた青年と被害者の妻が、周囲の人間の欲望の渦に巻き込まれながらも愛を育み、結ばれるまでを描くメロドラマ。

## 物語
千田澄子は夫道夫と見合い結婚3年目の専業主婦。道夫は職場の部下あや子と浮気をし、生活費を競馬に注ぎ込むなど不行跡が絶えない。ある夜、酔って路上でよろめいた道夫が車に轢かれた。かすり傷程度と高を括って帰宅、就寝したが容態が急変し帰らぬ人となる。運転していた青年真柄千歳は思わぬ事態に狼狽する。車は千歳のものではなく勤務先の上司江口の所有であった。道夫は生命保険に入っておらず、賠償金は支払い能力のない千歳の代わりに持ち主の江口が背負う羽目になる。途方に暮れる澄子に、道夫の叔父千田夫婦は賠償金の分け前に与ろうとすり寄り、アパートの隣室の住人佐々木も意味ありげに近づいてきた。

## キャスト
- 千田澄子 ………… 本阿弥周子
- 真柄千歳 ………… 高橋長英
- 千田道夫 ………… 入川保則
- 佐々木恭一 ……… 西沢利明
- 佐々木和子 ……… 横山道代
- 千田利久 ………… 小松方正
- 千田節子 ………… 深町稜子
- 白井吉治 ………… 中村公三郎
- 井上明男 ………… 佐原健二
- 谷野あや子 ……… 川崎あかね
- 平沢有信 ………… 富川澈夫
- 江口幸三郎 ……… 有馬昌彦
- 江口早穂子 ……… 浜田寸躬子
- 江口清美 ………… 奈三恭子
- 江口朱美 ………… 石川えり子
- 宮内幸一 ………… 藤森政義
- 宮内和江 ………… 皆川妙子
- 伊東芳次 ………… 古川義範
- 伊東静子 ………… 安藤純子
- 阿部弁護士 ……… 村松克己
- 中林弁護士 ……… 高杉玄
- 山村検事 ………… 小沢重雄
- 安東刑事 ………… 牧田正嗣
- 安本警官 ………… 前沢迪雄
- 中村 ……………… 西田昭市
- 岡田 ……………… 清水昭博
- ナレーター ……… 平井道子

## スタッフ
- 原作:曾野綾子
- 脚本:田波靖男、鴨井達比古、馬嶋満
- 監督:鈴木英夫、丸山誠治
- 音楽：日暮雅信
- プロデューサー：渡辺毅(東宝)
- 制作：東宝・フジテレビ

## 主題歌
- 「ためらい」
  - 作詞：麻生香太郎
  - 作編曲：あかのたちお
  - 歌：加茂さくら（フィリップス・レコード）

## 参考資料
- 「片隅の二人」シナリオ決定稿
- 「テレビジョンドラマ」(放送映画出版)

| フジテレビ ライオン奥様劇場                   | フジテレビ ライオン奥様劇場           | フジテレビ ライオン奥様劇場         |
| 前番組                                        | 番組名                                | 次番組                              |
| --------------------------------------------- | ------------------------------------- | ----------------------------------- |
| 妻の日の愛のかたみに （1976.7.5 - 1976.8.27） | 片隅の二人 （1976.8.30 - 1976.10.29） | 娘の結婚 （1976.11.1 - 1976.12.31） |